# Santonio Holmes
Santonio Holmes (Belle Glade, 3 de março de 1984) é um ex-jogador de futebol americano estadunidense da NFL.

## Amadorismo
Holmes estudou na Glades Central High School, em Belle Glade, e destacou-se defendendo a escola em competições de futebol americano, basquetebol e atletismo. No futebol americano, ele ajudou sua escola a conquistar dois títulos estaduais e uma campanha com doze vitórias e uma derrota em seu último ano. Em seu último ano, também ajudou o time de bola ao cesto a conquistar o vice-campeonato estadual. Em seu penúltimo ano ajudou a equipe de atletismo da escola a conquistar o título estadual e foi membro do time de revezamento 4 x 400 metros que conquistou dois títulos estaduais.
Como receptor, Holmes foi estrela da equipe da Universidade do Estado de Ohio entre 2003 e 2005, apanhando 243 passes para 2.295 jardas e 25 touchdowns. Quando deixou a escola, em 2005, suas 240 apanhadas na carreira e 3.496 jardas passaram a ser o quinto maior total na história da universidade. Suas 25 apanhadas para touchdown passaram a ser o terceiro maior total. Ele formou-se em estudos gerais.

## Carreira profissional

### Pittsburgh Steelers
2006
Holmes deixou a universidade com um ano de antecedência e foi escolhido na primeira rodada do recrutamento pelos Steelers. A 25.ª escolha geral, ele foi o primeiro e único recebedor escolhido na primeira rodada. Holmes, que usava o número 4 em Ohio (um número que recebedores não podem usar na NFL), ganhou o número 10, anteriormente usado em Pittsburgh pelo ex-chutador Roy Gerela e pelo ex-quarterback Kordell Stewart.
No início da decepcionante temporada de 2006 dos Steelers, Holmes foi criticado por suas más atuações nos times especiais como retornador — ele perdia bolas frequentemente. Entretanto, Holmes teve mais sucesso como receptor, demonstrando seu atleticismo e técnica. Durante a sexta rodada, ele foi eleito novato da semana por sua atuação em 15 de outubro contra o Kansas City Chiefs, totalizando 58 jardas pelo ar e 13 jardas por terra.
No final da temporada, Holmes substituiu Cedrick Wilson no time titular e terminou a temporada de 2006 com 49 recepções para 824 jardas e dois touchdowns. Sua melhor jogada do ano foi também sua última, quando, na prorrogação do último jogo dos Steelers, contra o Cincinnati Bengals, Holmes apanhou um passe de Ben Roethlisberger depois de correr em 45º na direção do meio do campo e correu por 67 jardas para marcar o touchdown que deu a vitória aos Steelers. Ele também retornou um punt por 65 jardas para um touchdown em 17 de dezembro, contra o Carolina Panthers.
2007
Holmes ganhou uma vaga entre os titulares no início da pré-temporada. Ele teve uma boa temporada em 2007 e liderou a equipe em jardas pelo ar e touchdowns pelo ar. Na primeira rodada, contra o Cleveland Browns, Holmes apanhou um passe de 40 jardas para touchdown de Roethlisberger na vitória por 34 a 7. Na derrota para o Arizona Cardinals na quarta rodada, ele teve um de seus melhores jogos até então, com seis recepções, 128 jardas e duas apanhadas para touchdown. Na nona rodada, ele marcou novamente dois touchdowns em um jogo contra o Baltimore Ravens. Na 16.ª rodada, Holmes acumulou o maior número de jardas em um jogo, ao terminar com 133 jardas pelo ar contra o St. Louis Rams. Ele terminou o ano com 942 jardas pelo ar e oito apanhadas para touchdown. Ele liderou a liga em jardas por apanhada.
No primeiro jogo de sua carreira nos playoffs, uma derrota por 31 a 29 para o Jacksonville Jaguars, ele teve três apanhadas, 49 jardas e um touchdown.
2008
Apesar de não ter retornado nenhum punt ao longo da temporada de 2007, Holmes voltou a considerar a possibilidade de fazê-lo para a temporada de 2008. Seu objetivo era de jogar em todas as 16 partidas do time na temporada, aumentando seu peso em cinco quilos por meio de treinos durante as férias.

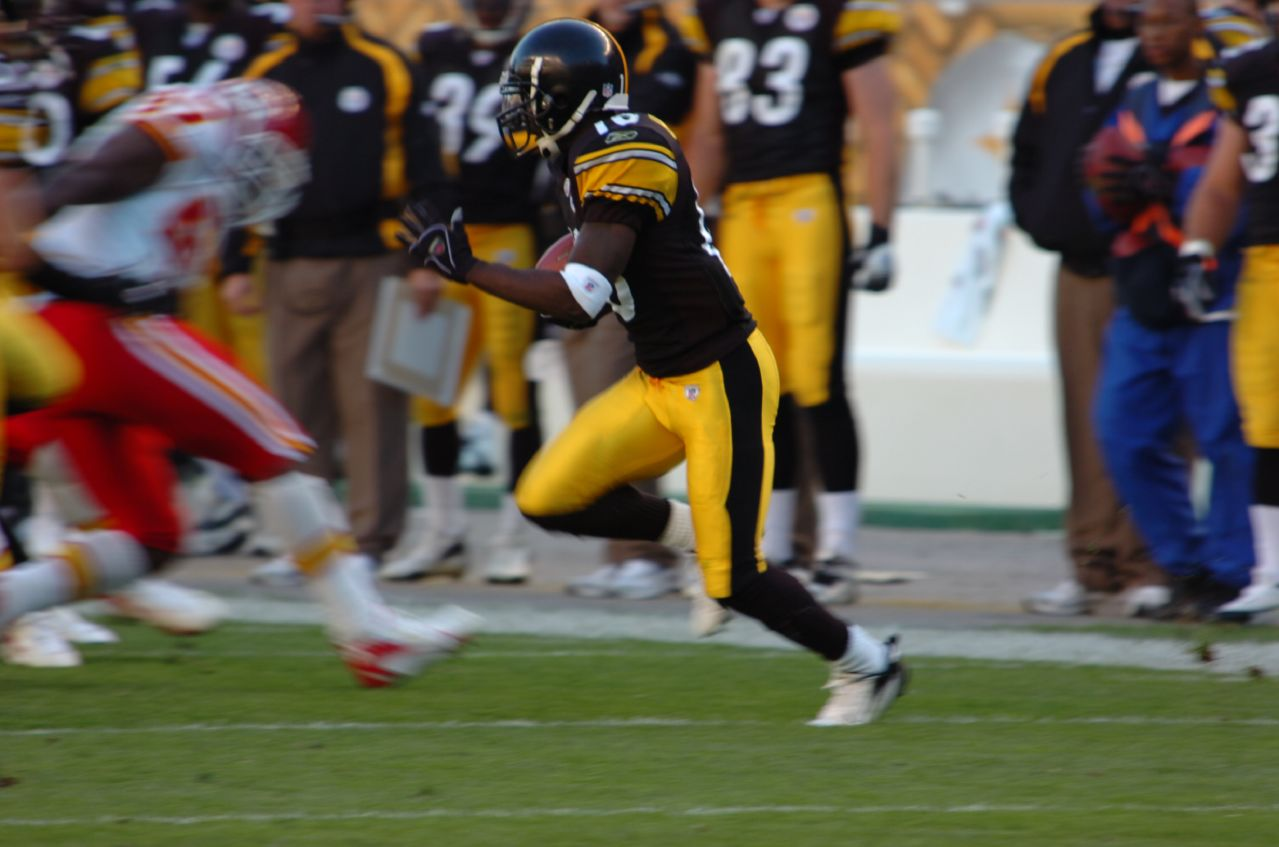
Santonio Holmes

Holmes começou o ano com duas recepções para 19 jardas em uma vitória contra o Houston Texans. Na vitória por 10 a 6 sobre o Cleveland Browns, Holmes totalizou 94 jardas em 5 recepções. Holmes marcaria seu primeiro touchdown do ano em uma vitória sobre o Baltimore Ravens em que ele terminou com 61 jardas em três apanhadas. No jogo seguinte, foram 89 jardas em cinco recepções na vitória sobre o Cincinnati Bengals.
Entretanto, Holmes foi barrado do jogo seguinte, derrota para o New York Giants, depois de ser preso por posse de maconha, mas voltou uma semana depois, contra o Washington Redskins.
Os Steelers chegaram aos playoffs como campeões da divisão AFC Norte e classificaram-se para o Super Bowl, em que Holmes garantiu a vitória (e o sexto título do time de Pittsburgh, recorde na liga) com uma recepção de seis jardas para touchdown depois de um passe de Roethlisberger, a 35 segundos do fim do tempo regulamentar. A jogada foi revisada em vídeo, onde se constatou que ele tinha os dois pés no chão e manteve o controle da bola, o que validava a marcação no campo. Ele foi eleito melhor jogador da final, com 9 recepções e 131 jardas, além de um touchdown.

### New York Jets
Depois de mais problemas legais nas férias após a temporada de 2009, Holmes passou a sofrer a perspectiva de uma suspensão de quatro jogos por abuso de substância. Os Steelers estavam preparados para rescindir seu contrato, mas acabaram trocando-o com o New York Jets em 11 de abril de 2010, em troca de uma escolha de quinta rodada no recrutamento de 2010 da NFL. "Fiquei chocado", disse Holmes ao jornal Pittsburgh Post-Gazette. "Mas a troca abriu várias portas e me dá uma nova chance para começar de novo. Definitivamente, eu vou sair com grandes memórias. Tive uma tremenda passagem de quatro anos pelo time. Aqueles caras ainda confiam e acreditam em mim. Só é uma pena que tivemos de nos separar." O gerente geral dos Jets, Mike Tannenbaum, estava otimista quanto ao futuro do jogador em seu novo time: "[Sobre a] situação de Santonio, obviamente houve alguns obstáculos na estrada no passado. Esperamos que ele tenha aprendido com eles. Entendemos que há riscos significativos, mas no final do dia sentimos que o preço e o risco eram razoáveis."

### Chicago Bears
Em agosto de 2014, assinou contrato com o Bears.

### Aposentadoria
Depois de ficar fora da liga por quase três anos, Holmes retornou aos Steelers em 10 de outubro de 2017 para uma cerimônia de aposentadoria, dizendo: "É uma honra me aposentar como membro dos Steelers e deixar um legado que todos irão lembrar."

## Problemas legais
Holmes admitiu ter vendido drogas em uma esquina de sua cidade natal, Belle Glade, quando adolescente; ele diz que a influência de sua mãe e a vontade de jogar futebol americano profissionalmente fizeram com que ele desistisse da ideia.
Holmes foi preso em Miami Beach, Flórida, em 27 de maio de 2006, por conduta desordeira. As acusações foram retiradas depois que o jogador pagou uma multa. Holmes foi preso uma segunda vez em 18 de junho de 2006, por violência doméstica e agressão em Columbus, Ohio.
Em 7 de julho de 2006 Holmes apareceu diante da Corte do Condado de Franklin, em Columbus, para um pré-julgamento sobre o caso de violência doméstica e uma audiência em relação a uma multa de trânsito. Ele não contestou a multa e concordou em pagá-la. Apesar de Lashae Boone, a mãe da filha de Holmes e vítima no caso de agressão, requerer que as acusações fossem retiradas, o promotor recusou-se. Lashae e a filha do casal acompanharam Holmes à corte. As acusações mais tarde seriam retiradas.
Em 23 de outubro de 2008, Holmes foi preso em Pittsburgh e acusado de posse de maconha. Holmes divulgou um pedido formal de desculpas depois de ser barrado do jogo seguinte, declarando que queria "concentrar todas as [suas] energias em ajudar o time a vencer no campo e alcançar seu principal objetivo".